# Wolf Frederik Engelbreth
Wolf Frederik Engelbreth, född den 11 april 1771 i Korsør, död den 22 maj 1862 i Lille Heddinge, var en dansk teolog. Han var svärfar till Hans Christian Rørdam.
Engelbreth studerade 1790–1795 i Göttingen och Rom, där han väckte uppseende genom sin lärdom i österländska språk och arkeologi. År 1795 blev han kyrkoherde i Lyderslev på Sydsjälland, 1798 tillika prost och 1845 teologie hedersdoktor, men nedlade 1859 sitt ämbete. I striden mellan Grundtvig och Clausen ställde sig Engelbreth på den förres sida.

## Utmärkelser
- Riddare av Dannebrogorden,  1817[1]
- Dannebrogsmännens hederstecken,  1845[1]

[Redigera Wikidata]